# Historische Denkmale: Rolandsäulen
Historische Denkmale: Rolandsäulen ist der Titel einer kleinen Briefmarkenserie, die in den Jahren 1987 und 1989 von der Deutschen Post der DDR ausgegeben wurde. In dieser Serie wurden Rolandsäulen in der DDR dargestellt.
Die in der Schriftart Fraktur gehaltenen Beschreibungen der Michel-Nummern 3285 und 3286 haben einen Fehler in der Ausführung: Es wurde das „lange s“ und das „runde s“ verwechselt.

## Liste der Ausgaben und Motive
Legende
- Bild: Eine bearbeitete Abbildung der genannten Marke. Das Verhältnis der Größe der Briefmarken zueinander ist in diesem Artikel annähernd maßstabsgerecht dargestellt. Sollten keine Marken abgebildet sein, liegt es daran, dass das Urheberrecht des Künstlers noch nicht erloschen ist.
- Beschreibung: Eine Kurzbeschreibung des Motivs und/oder des Ausgabegrundes. Bei ausgegebenen Serien oder Blocks werden die zusammengehörigen Beschreibungen mit einer Markierung versehen eingerückt.
- Wert: Der Frankaturwert der einzelnen Marke in Pfennig. Ein „+“ bedeutet, dass es sich um eine Zuschlagsmarke handelt (= Frankaturwert + Spende).
- Ausgabedatum: Das Datum des erstmaligen Verkaufs dieser Briefmarke.
- Auflage: Soweit bekannt, wird hier die zum Verkauf angebotene Anzahl dieser Ausgabe angegeben.
- Entwurf: Soweit bekannt, wird hier angegeben, von wem der Entwurf dieser Marke stammt.
- Mi.-Nr.: Diese Briefmarke wird im Michel-Katalog unter der entsprechenden Nummer gelistet.

| Bild | Beschreibung                                            | Wert | Ausgabe- datum   | Auflage    | Entwurf      | Mi.-Nr. |
|      | Historische Denkmale: Rolandsäulen (I) - Stendal (1525) | 10   | 20. Januar 1987  | 18.000.000 | Andrea Soest | 3063    |
|      | - Halle (1719)                                          | 20   | 20. Januar 1987  | 8.000.000  | Andrea Soest | 3064    |
|      | - Brandenburg (1474)                                    | 35   | 20. Januar 1987  | 3.500.000  | Andrea Soest | 3065    |
|      | - Quedlinburg (1460)                                    | 50   | 20. Januar 1987  | 2.100.000  | Andrea Soest | 3066    |
|      | Historische Denkmale: Rolandsäulen (II) - Zerbst (1445) | 5    | 7. November 1989 | 6.000.000  | Andrea Soest | 3285    |
|      | - Halberstadt (1433)                                    | 10   | 7. November 1989 | 24.000.000 | Andrea Soest | 3286    |
|      | - Buch/Altmark (1611)                                   | 20   | 7. November 1989 | 8.000.000  | Andrea Soest | 3287    |
|      | - Perleberg (1546)                                      | 50   | 7. November 1989 | 2.100.000  | Andrea Soest | 3288    |